# 그라운드 제로
그라운드 제로(Ground Zero)는 폭발이 있었던 지표의 지점을 뜻하는 용어이다. 공중에서 폭발이 일어났을 경우에는 폭발한 장소의 바로 아래 지표면을 의미한다. 대부분의 경우 원자폭탄이나 수소폭탄 등 핵무기가 폭발한 지점 또는 피폭 중심지를 뜻한다.
영어권에서 ‘그라운드 제로’란 표현이 처음 쓰인 것은 맨해튼 계획과 히로시마와 나가사키 원폭 때이다. 옥스퍼드 영어사전은 ‘그라운드 제로’란 표현이 1946년 뉴욕 타임즈의 히로시마 피폭지 보도에서 처음 쓰였다고 인용하였다.

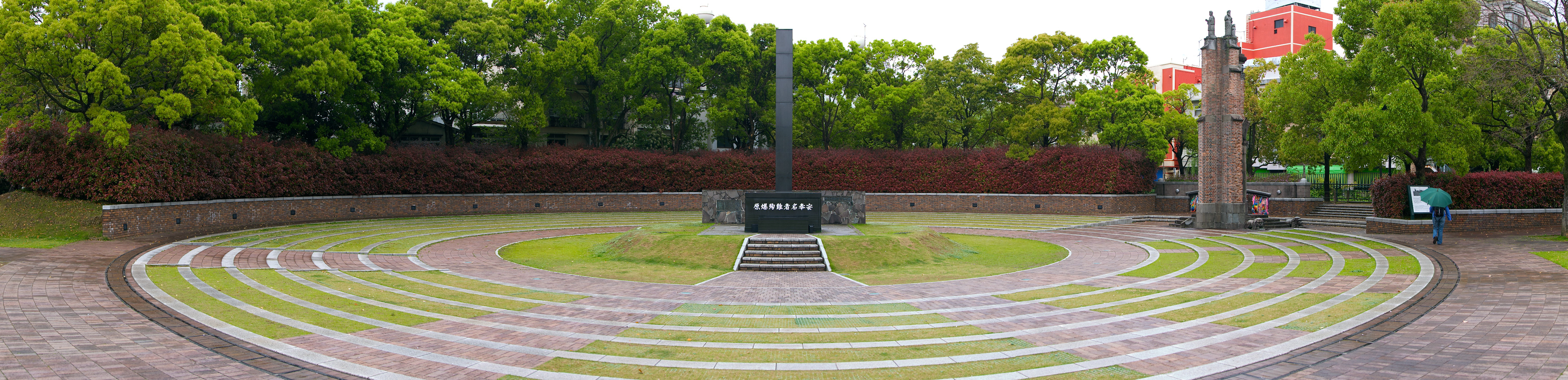
나가사키시의 그라운드 제로 기념비.

대표적인 그라운드 제로로는 히로시마와 나가사키, 9·11 테러 현장 등이 있다.

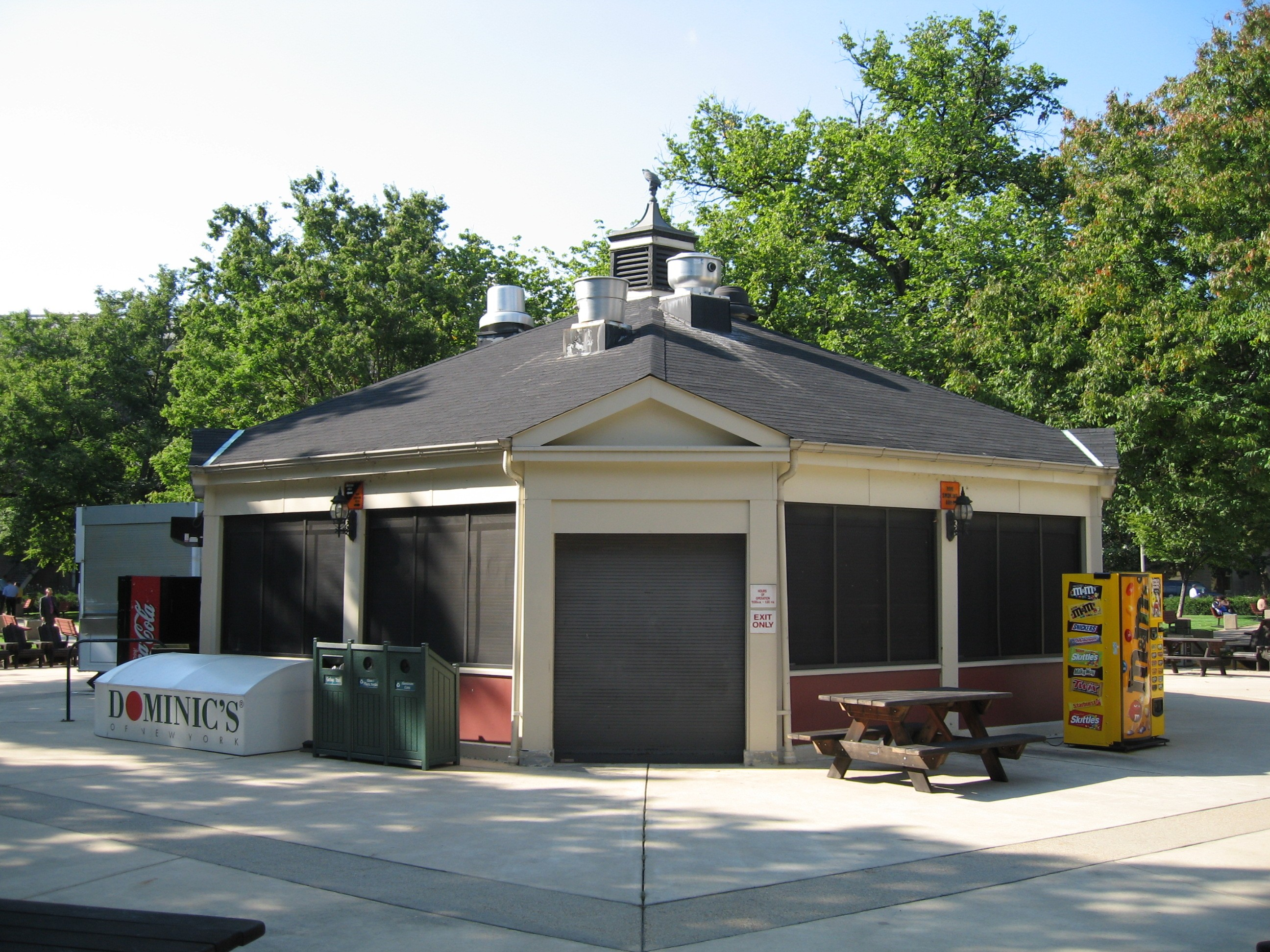
펜타곤 중앙 공터에 있는 그라운드 제로 카페.

냉전 당시에 펜타곤은 전쟁이 일어난다면 원자폭탄의 목표물 중 하나가 될 것이라고 여겨졌었다. 이 때문에 펜타곤 중앙에 있는 공터가 비공식적으로 ‘그라운드 제로’라고 불리기도 한다.